# Hemitripterus bolini
Hemitripterus bolini is een straalvinnige vissensoort uit de familie van donderpadden (Hemitripteridae). De wetenschappelijke naam van de soort is voor het eerst geldig gepubliceerd in 1934 door Myers.